# Giải bóng đá quốc gia Rwanda
Giải bóng đá quốc gia Rwanda là hạng đấu cao nhất của bóng đá Rwanda, thành lập năm 1975, với tên là Primus National Football League năm 2004 và 2009–10 to 2012–13, sau khi sự tài trợ dần về chiếm lấy Turbo King. Giải đấu đổi tên là hạng hai mùa giải 2015–16 sau khi truyền hình Tanzania Azam TV được thông báo trở thành tài trợ với mức lương US$ đến 2.35 triệu.

## Câu lạc bộ mùa giải 2015–16
| Team           | Location  |
| -------------- | --------- |
| Amagaju        | Gikongoro |
| APR            | Kigali    |
| AS Kigali      | Kigali    |
| Bugesera       | Nyamata   |
| Espoir         | Cyangugu  |
| Etincelles     | Gisenyi   |
| Gicumbi        | Byumba    |
| Kiyovu Sports  | Kigali    |
| Marines        | Gisenyi   |
| Muhanga (R)    | Muhanga   |
| Mukura Victory | Butare    |
| Musanze        | Ruhengeri |
| Police         | Kibungo   |
| Rayon Sports   | Nyanza    |
| Rwamagana City | Rwamagana |
| Sunrise        | Rwamagana |

## Đội vô địch trước đây
- 1969: Kiyovu Sports (Kigali)
- 1971:Kiyovu Sports (Kigali)
- 1975: Rayon Sports (Nyanza)
- 1976–79: không đó
- 1980: Panthères Noires (Kigali)
- 1981: Rayon Sports (Nyanza)
- 1982: không tổ chức
- 1983: Kiyovu Sports (Kigali)
- 1984: Panthères Noires (Kigali)
- 1985: Panthères Noires (Kigali)
- 1986: Panthères Noires (Kigali)
- 1987: Panthères Noires (Kigali)
- 1988: Mukungwa (Ruhengeri)
- 1989: Mukungwa (Ruhengeri)
- 1990–91: không tổ chức
- 1992: Kiyovu Sports (Kigali)
- 1993: Kiyovu Sports (Kigali)
- 1994–95: APR (Kigali)
- 1996: APR (Kigali)
- 1997: Rayon Sports (Nyanza)
- 1998: Rayon Sports (Nyanza)
- 1999: APR (Kigali)
- 2000: APR (Kigali)
- 2001: APR (Kigali)
- 2002: Rayon Sports (Nyanza)
- 2003: APR (Kigali)
- 2004: Rayon Sports (Nyanza)
- 2005: APR (Kigali)
- 2006: APR (Kigali)
- 2006–07: APR (Kigali)
- 2007–08: ATRACO (Kigali)
- 2008–09: APR (Kigali)
- 2009–10: APR (Kigali)
- 2010–11: APR (Kigali)
- 2011–12: APR (Kigali)
- 2012–13: Rayon Sports (Nyanza)
- 2013–14: APR (Kigali)
- 2014–15: APR (Kigali)
- 2015–16: APR (Kigali)
- 2016–17: Rayon Sports (Nyanza)

## Thành tích theo số CLB được ủng hộ
| Câu lạc bộ       | Thành phố | Danh hiệu | Danh hiệu gần đây nhất |
| ---------------- | --------- | --------- | ---------------------- |
| APR              | Kigali    | 21        | 2023                   |
| Rayon Sports     | Nyanza    | 9         | 2019                   |
| Panthères Noires | Kigali    | 5         | 1987                   |
| Kiyovu Sports    | Kigali    | 3         | 1993                   |
| Mukungwa         | Ruhengeri | 2         | 1989                   |
| ATRACO           | Kigali    | 1         | 2008                   |

## Vua phá lưới
| Mùa giải | Cầu thủ                       | Câu lạc bộ       | Số bàn thắng |
| 2001     | Luleuti Kyayuna               | APR              | 9            |
| 2002     | n/a                           | n/a              | n/a          |
| 2003     | Milly                         | APR              | 12           |
| 2004     | Abed Mulenda Olivier Karekezi | Rayon Sports APR | 14           |
| 2005     | Jimmy Gatete                  | APR              | 13           |
| 2006     | André Lomami                  | APR              | 13           |
| 2006–07  | Labama Bokota                 | Rayon Sports     | 14           |
| 2007–08  | n/a                           | n/a              | n/a          |
| 2008–09  | Jean Lomami                   | ATRACO           | 12           |
| 2011–12  | Olivier Karekezi              | APR              | 14           |